# Bohinj
Bohinj é um município da Eslovênia. A sede do município fica na localidade de Bohinjska Bistrica.